# Rastow
Rastow település Németországban, Mecklenburg-Elő-Pomeránia tartományban. Lakosainak száma 2022 fő (2023. december 31.).

## Népesség
A település népességének változása:
| Lakosok száma | 1888 | 1904 | 1965 | 1973 | 2022 |
|               | 2017 | 2019 | 2021 | 2022 | 2023 |